# Helius boops
Helius boops är en tvåvingeart som beskrevs av Alexander 1942. Helius boops ingår i släktet Helius och familjen småharkrankar. Inga underarter finns listade i Catalogue of Life.